# Praonethomimus tuberosithorax
Praonethomimus tuberosithorax är en skalbaggsart som beskrevs av Stefan von Breuning 1939. Praonethomimus tuberosithorax ingår i släktet Praonethomimus och familjen långhorningar.
Artens utbredningsområde är Burma. Inga underarter finns listade i Catalogue of Life.